# 경혜여자중학교
경혜여자중학교는(慶惠女子中學校)는 대한민국 대구광역시 남구 대명동에 있는 공립 중학교이다.

## 학교 연혁
- 1926년 3월 27일 : 대구공립여자고등보통학교 설립인가
- 1926년 4월 15일 : 대구시 장관동 가교사에서 개교기념식 거행
- 1960년 2월 18일 : 경북여자중학교 재발족 인가
- 1970년 2월 14일 : 경혜여자중학교로 교명 변경
- 1982년 8월 12일 : 대구시 남구 대명4동 3056-26번지 신축교사로 이전
- 2006년 8월 26일 : 도서관 현대화
- 2006년 9월 4일 : 다목적 체육시설 설치
- 2010년 1월 25일 : 다목적 강당(백합관) 준공
- 2019년 9월 1일 : 제31대 안영희 교장 부임
- 2022년 1월 27일 : 제60회 졸업식 거행(83명 졸업) 졸업생 22,712명
- 2022년 3월 2일 : 제63회 입학식 (57명 입학)

## 참고 자료
- 경혜여자중학교 - 한국교육학술정보원 학교알리미